# Phoeniculus damarensis
A Phoeniculus damarensis a madarak (Aves) osztályának a szarvascsőrűmadár-alakúak (Bucerotiformes) rendjéhez, ezen belül a kúszóbankafélék (Phoeniculidae) családjához tartozó faj.

## Előfordulása
Angola, Kenya, Namíbia és Tanzánia területén honos.

## Alfajai
- Phoeniculus damarensis damarensis
- Phoeniculus damarensis granti

## Külső hivatkozások
- Képek az interneten a fajról
- Videó a fajról